# Скавронский, Павел Мартынович
Граф Па́вел Марты́нович Скавро́нский (17 (28) мая 1757 — 23 ноября (4 декабря) 1793) — внучатый племянник Екатерины I, последний представитель своего рода, известный в своё время богач и меломан, камергер, русский посланник при неаполитанском дворе.

## Биография
Второй сын графа Мартына Карловича Скавронского и баронессы Марии Николаевны Строгановой, единственный наследник колоссального состояния, которое включало Кантемировский дворец в Мраморном переулке (первое произведение Растрелли) и загородную дачу Графская Славянка. Для его матери, не поладившей с Екатериной II, новой родиной стала Италия. Практически всю жизнь Павел провёл с матерью на Апеннинах, почти совсем не видя и совершенно не зная России. Здесь он воспитался, здесь же развилась у него необычайная страсть к музыке.
По наблюдению современников, любовь к музыке дошла у последнего графа Скавронского до идефикса. Огромное состояние Скавронских давало ему возможность жить с царскою пышностью. В петербургском обществе он слыл «женоподобным миллионером», как называет его в своих записках Вигель:
Молодой Скавронский, как говорят, был великий чудак: никакая земля не нравилась ему, кроме Италии, всему предпочитал он музыку, сам сочинял какой-то ералаш, давал концерты, и слуги его не иначе имели дозволение говорить с ним как речитативами, как нараспев.
По информации М. И. Пыляева (не подтверждаемой иными источниками), Скавронский ставил в итальянских театрах оперы собственного сочинения, причём не жалел на это издержек:
Принимая на себя все расходы по постановке, нужно было одаривать всех участвующих, чтобы они не отказывались от своих партий, и, кроме того, нужно было откупить полтеатра для своих прислужников, которые обязаны были представлять из себя восторженных зрителей. Они неистово аплодировали и усердно заглушали свист и шиканье независимых меломанов, являвшихся на представление графских опер как на необычайно курьезное зрелище.
Считается, что Висенте Мартин-и-Солер и А. Храповицкий вывели Скавронского в качестве помешанного на музыке героя комической оперы «Песнолюбие», которая была поставлена в Петербурге в 1790 году. Пыляев колоритно передаёт уклад жизни в доме сиятельного композитора:
Кучер, вывезенный из России, был также обучен музыке. Он басом осведомлялся у барина, куда он прикажет ехать. Своей густой октавой он нередко пугал прохожих, когда на певучие вопросы графа начинал с козел давать певучие ответы. <…> Меню пел метрдотель; официанты, разливая после каждого блюда вино, хором извещали о названии предлагаемого ими напитка. В общем, его обеды, казалось, происходили не в роскошном его палаццо, а на оперной сцене.
В начале 1780-х годов Скавронский приехал в Петербург, где за него выдали (10 ноября 1781) племянницу князя Потёмкина — Екатерину Васильевну Энгельгардт. Свадьба эта состоялась по особому желанию светлейшего князя, который опасался, что его племянница и близкая подруга вновь ждёт ребёнка.
Женитьба открыла Павлу Мартыновичу дорогу к почестям: ему была дарована синекура русского посла при неаполитанском кабинете (1785 год), главным образом, чтобы утолить желание графини провести зиму на берегу тёплого моря, где к ней обещал присоединиться и дядюшка. На этом посту Скавронский по-прежнему мог всецело отдаваться музыке и коллекционерству, тем более, что и его жена не спешила оставлять петербургский двор, задержавшись в России на целых пять лет. Управление имением он доверил своему приятелю Дмитрию Гурьеву, который впоследствии стал первым в России министром финансов.
Назначением его при неаполитанском дворе были недовольны, и у Скавронского вышла ссора с его предшественником в Неаполе, графом А. К. Разумовским. Но у Скавронского была сильная поддержка в лице Потёмкина, с которым он со времени своей женитьбы поддерживал самые дружественные отношения, выражавшиеся с его стороны посылками подарков — редкостей, а со стороны Потёмкина — доставлением супругам Скавронским отличий и почестей.
Место посла в Италии пришлось Павлу Мартыновичу очень по душе, к тому же им, по всей видимости, были довольны в Петербурге. Встречавший его в Неаполе В. Н. Зиновьев писал, что
соединяет он с крайнею неосторожностью в разговорах высокомерие о своем месте и для того слово «депеши» в разговорах употребляет; везде и во всякой тесноте кричит о сем и людям своим приказывает, что он il ministro di Moscovia…
За время своей службы Павел Мартынович получил ряд отличий: дослужился до тайного советника, имел звание гофмейстера и ряд орденов. Скончался он 23 ноября 1793 года, 36 лет от роду. Вдова его через несколько лет вышла замуж за русского итальянца, графа Юлия Помпеевича Литту.

## Дети
Обе дочери от брака с Екатериной Васильевной Энгельгардт славились свободной для своего времени личной жизнью, оставили незаконорожденное потомство. 
- Мария (1782—1857), 1-й муж (1801—1804) граф Павел Петрович Пален (1775—1834), 2-й муж граф Адам Ожаровский (1776—1855). Дочь от первого брака графиня Юлия Павловна Самойлова.

- Екатерина (1783—1857), 1-й муж (1800—1804) князь Пётр Иванович Багратион (1765—1812), 2-й муж (с 1830) лорд Джон Хобарт (1799—1875). Князь П. А. Вяземский писал о ней, что она «жила постоянно за границей: славилась в европейских столицах красотою, алебастровой белизной своей, причудами, всегда не только простительными, но особенно обольстительными в прекрасной женщине, романтическими приключениями и умением держать салон, как говорят французы»[5].